# Pikanterie
Pikanterie ist ein deutscher Spielfilm aus dem Jahre 1950 von Alfred Braun mit Irene von Meyendorff, Susanne von Almassy und Curd Jürgens in den Hauptrollen. Drehbuchautor Franz Gribitz lieferte auch die Bühnenvorlage unter dem Titel Eine jener seltenen Frauen.

## Handlung
Die Geschichte spielt im Paris der Gegenwart. Die junge attraktive Witwe Hortense Clairmont kommt aus der französischen Provinz, um in der Hauptstadt ihre Freundin Gabrielle Courtois zu besuchen. Gabrielle führt ein Leben in Luxus und ist oft umgeben von recht unterschiedlichen Damen und Herren der Gesellschaft; da ist zum Beispiel ein Boxer aber auch ein Bankpräsident, der bei ihr ein Bad nimmt. Während die lebenslustige Dame des Hauses nichts daran findet, ist das Gesinde in Gestalt von Diener Pierre ob dieser Verhältnisse moralisch entrüstet. Pierres Geliebte, die Zofe Angèle, stört sich weit weniger an Madames Lebensstil. Sie hat mit Begeisterung das Buch „Pikanterie“ des Schriftstellers Sascha Borotraz geradezu verschlungen und schwärmt: „Da kommt eine Frau vor in dem Roman – wie die mit den Männern umspringt…“. Pierre erwidert hingegen: „Für ein anständiges Mädchen handelt es sich nicht darum, mit Männern in der Mehrzahl umzuspringen, sondern bei einem Mann in der Einzahl sitzen zu bleiben.“
Auch Hortense verbindet etwas mit Sascha Borotraz, von Haus aus eher ein ernsthafter Zeitgenosse, der sich primär der Lyrik hingibt. Einst hatte sie ihn gerade wegen seiner Dichtkunst verehrt, doch seit sie „Pikanterie“ gelesen hat, ist sie zutiefst enttäuscht. Sein offener Umgang mit dem Thema Erotik stößt die etwas verklemmte Witwe ab. Saschas Verleger Poule hingegen ist begeistert, denn die Verkaufszahlen des Bandes schießen in die Höhe. Er versucht deshalb, seinen Autoren dazu zu überreden, fortan nur noch erotische Literatur zu verfassen und sich ein entsprechendes Image zuzulegen. Monsieur Borotraz ist von dieser Idee alles andere als begeistert, sieht er sich doch auch weiterhin als grundseriösen Schriftsteller. Demnächst steht ein Autorentreffen auf Schloss Froid Chapelle an. Monsieur Poule will, dass Sascha, seinem frischen erworbenen Ruf als Galan und Frauenbeglücker entsprechend, mit einer Dame an seiner Seite erscheint, von der man annehmen müsse, dass diese seine derzeitige Geliebte sei. 
Trotz ihrer Missbilligung von „Pikanterie“ zeigt sich Hortense dazu bereit, diesen Begleiterin-Part zu übernehmen, als die ursprünglich vorgesehene Gabrielle terminbedingt ausfällt. Hortense schätzt Sascha noch immer wegen seiner dichterischen Ergüsse. Dass Poule aus ihm einen Lebemann und Freund des ewig Weiblichen machen möchte, missfällt dem eher mürrisch wirkenden Erfolgsautor sehr. Aus dieser Situation eines grundlegenden Missverständnisses heraus bieten sich nun Sascha und Hortense allerlei Wortgefechte: Hortense sieht in Sascha einen vom Weg der Hochliteratur abgeschweiften Erotomanen, und Borotraz muss sich deswegen ständig verteidigen. Schließlich verlässt Hortense echauffiert den Kongress, und Poule ist nicht minder erregt, dass der von ihm mühsam aufgebaute Ruf seines Autors im Nu ruiniert ist. Doch alles läuft komödiengerecht auf ein Happy End der Streithähne hinaus, und Hortense und Sascha treten vor den Traualtar.

## Produktionsnotizen
Pikanterie entstand zwischen dem 5. September und dem 14. Oktober 1950 in Berlin und wurde dort am 29. Dezember 1950 uraufgeführt. Der Film wurde auch unter dem Zweittitel Eine seltene Geliebte vertrieben.
Hans-Herbert Ulrich übernahm die Produktionsleitung, Emil Hasler schuf die Filmbauten. Berlins bekanntester Couturier jener Zeit Heinz Oestergaard entwarf sämtliche Filmkostüme. Curth Flatow schrieb die Liedtexte. Filmeditor Walter Wischniewsky arbeitete auch als Brauns Regieassistent.

## Wissenswertes
„Pikanterie“ war die letzte Produktion des Kinoveteranen Hans von Wolzogen. Unmittelbar zuvor hatte er den Film Die Treppe hergestellt. „„Pikanterie“ … sollte eigentlich eine sichere Geldmaschine werden. Das klappte nicht; der Film lief schlecht und wurde auch kaum ins Ausland verkauft. Für 50.000 DM bürgte Wolzogen mit seinem persönlichen Vermögen; das war das Ende der Skala-Produktion.“

## Kritiken
„Einen Film 1950 „Pikanterie“ zu nennen und damit ein Versprechen zu geben auf Zweideutiges, war schon etwas gewagt. Damit kamen Nachtclub und Boulevard ins Kino, das doch vorwiegend von Frauen besucht wurde.“
Im Lexikon des Internationalen Films urteilte knapp: „Französische Amouren nach deutschem Kinoklischee.“